# سعد حسني
سعد حسني هو لاعب كرة قدم مصري في مركز الدفاع، ولد في 1987 في القاهرة في مصر. لعب مع النادي الإسماعيلي.